# Ivan II., francuski kralj
Ivan II. Dobri (dvorac Gué de Maulny kraj Le Mansa, 16. travnja 1319. — London, 8. travnja 1364.) bio je francuski kralj od 1350. do 1364. godine  (dinastija Valois). Ivanovi su roditelji bili Filip VI. Sretni i Ivana Hroma.

## Životopis
Bio je sin Filipa VI. kojeg je naslijedio na prijestolju nakon njegove smrti 1350. godine. Vladao je za vrijeme Stogodišnjeg rata. Bio je nesposoban i svojeglav vladar, zbog čega se rat protiv Engleske nastavio gore nego što je itko mogao zamisliti. U drugoj bitci za Poitiers 19. rujna 1356. godine mnogobrojnija francuska vojska je katastrofalno potučena, a kralja Ivana II. je zarobio Eduard, poznat kao Crni princ, sin engleskog kralja Eduarda III. S tako važnim zarobljenikom u rukama Englezi su zatražili otkupninu u visini dvogodišnjeg budžeta Francuske. 
Tijekom njegovog četvorogodišnjeg zarobljeništva državom je upravljao trenutačni prijestolonasljednik, a budući kralj Karlo V. U dogovoru sklopljenom 1360. godine Ivan II. se obvezao platiti otkupninu po povratku u Francusku. Kako poslije četiri godine skupljanja obećanu svotu nije uspio skupiti predao se 1364. godine Engleskoj samo da bi uskoro umro u zatvoreništu.
Ivan II. je bio vitez dostojan divljenja, ali nikakav kralj pošto mu je čast bila važnija od života podanika. Njegov sin je bio na sreću potpuna suprotnost.
Naslijedio ga je sin Karlo V.

## Brakovi i djeca
Djeca Ivana II. i njegove prve supruge, Bone Luksemburške:
- Karlo V. Francuski
- Katarina
- Luj I., vojvoda Anjoua
- Ivan, vojvoda Berryja
- Filip II., vojvoda Burgundije
- Ivana Valois, kraljica Navare
- Marija Francuska, vojvotkinja Bara
- Agneza
- Margareta
- Izabela, grofica Vertusa

Ivanova je druga supruga bila Ivana I., grofica Auvergnea.
| Prethodnik Filip VI. (1328. – 1350.) | Kralj Francuske | Nasljednik Karlo V. Mudri (1364. – 1380.) |